# Дыхта, Владимир Александрович
Владимир Александрович Дыхта (1 октября 1949, Иркутск — 2 апреля 2025, Иркутск) — российский учёный в области высшей математики, доктор физико-математических наук, профессор, заслуженный деятель науки РФ (1997).

## Биография
Родился 1 октября 1949 года в Иркутске.
В 1972 году окончил Иркутский государственный университет и до 1989 года работал там же: ассистент, старший преподаватель, доцент кафедры методов оптимизации и теории систем математического факультета. В 1979 году защитил кандидатскую диссертацию:
- Достаточные условия оптимальности особых режимов : дис. … канд. физ.-мат. наук : 01.01.02. — Иркутск, 1978. — 106 с.

В 1989—1992 гг. — докторант Иркутского ВЦ РАН. В 1992 г. защитил докторскую диссертацию:
- Расширение задач оптимального управления и вариационный принцип максимума : дис. … докт. физ.-мат. наук : 01.01.09. — Иркутск, 1992. — 274 с.

С 1992 г. — зав. кафедрой высшей математики Иркутской государственной экономической академии (до 2007 г.) и профессор кафедры методов оптимизации ИГУ. По совместительству — заведующий лабораторией Института динамики систем и теории управления им. В. М. Матросова СО РАН.
Автор (соавтор) 115 научных работ, в том числе 11 монографий. Был одним из разработчиков типовой модели «Регион» в рамках госпрограммы «Сибирь».
Скончался 2 апреля 2025 года.

## Награды и почётные звания
Заслуженный деятель науки РФ (1997).

## Сочинения
- Выпуклый анализ : Учеб. пособие / В. А. Дыхта. — Иркутск : Изд-во Иркут. ун-та, 1983. — 79 с.
- Оптимальное импульсное управление с приложениями / В. А. Дыхта, О. Н. Самсонюк. — М. : Физматлит, 2000. — 255 с.; ISBN 5-9221-0097-1
  - Оптимальное импульсное управление с приложениями / В. А. Дыхта, О. Н. Самсонюк. — М. : Физматлит, 2003. — 255 с.; ISBN 5-9221-0352-0
- Неравенства Гамильтона-Якоби и вариационные условия оптимальности : монография / В. А. Дыхта, О. Н. Самсонюк ; Иркутский гос. ун-т, Ин-т динамики систем и теории упр. им. В. М. Матросова СО РАН. — Иркутск : Изд-во ИГУ, 2015. — 150 с.; ISBN 978-5-9624-1298-6.
- Линейная алгебра и экономические модели : Учеб. пос. / В. А. Дыхта; Иркут. гос. экон. акад. — Иркутск : Изд-во Иркут. гос. экон. акад., 1997. — 232 с. ; ISBN 5-7253-0193-1.
- Динамические модели в экономике : учеб. пос. / В. А. Дыхта ; — Иркутск : Изд-во ИГУ, 2015. — 194 с.; ISBN 978-5-9624-1324-2
- Оптимальное управление в моделях экономики : учеб. пос. / В. А. Дыхта ; — Иркутск : Изд-во ИГУ, 2015. — 100 с.; ISBN 978-5-9624-1319-8
- Методы решения задач теории управления на основе принципа расширения / В. А. Батурин, В. А. Дыхта, А. И. Москаленко и др.; Отв. ред. В. И. Гурман, Г. Н. Константинов; АН СССР, Сиб. отд-ние, Иркут. ВЦ. — Новосибирск : Наука : Сиб. отд-ние, 1990. — 186 с.; ISBN 5-02-029320-2

### Избранные статьи
- Условия локального минимума для особых режимов в системах с линейным управлением / В. А. Дыхта // Автомат. и телемех., 1981, 12. С. 5-10.
- Условия минимума на множестве последовательностей в вырожденной вариационной задаче / В. А. Дыхта, Г. А. Колокольникова // Матем. заметки, 34:5 (1983).